# Pointe Dunant
La pointe Dunant, anciennement Ostspitze (littéralement « pointe orientale »), est avec 4 632 mètres d'altitude le second plus haut sommet de Suisse après la pointe Dufour. Il se situe dans le massif du mont Rose.
La première ascension a été réalisée le 1er septembre 1854 par les frères Christopher, James Grenville et Edmund Smyth, un an avant celle de la pointe Dufour. La seconde ascension fut réalisée le 11 septembre 1854 par Edward Shirley Kennedy.  On ne savait d'ailleurs pas à cette époque lequel des deux sommets était le plus élevé. La différence d'altitude est en fait inférieure à deux mètres.
Connu traditionnellement sous le nom d'Ostspitze, le sommet est renommé en octobre 2014 en hommage à Henri Dunant, fondateur de la Croix-Rouge, sur proposition du Président de la Confédération, Didier Burkhalter. L'opération a pour but de célébrer les 150 ans du CICR. Le nouveau nom figure officiellement sur la carte nationale suisse depuis le 26 janvier 2015.